# Tatenice
Tatenice (en allemand : Tattenitz) est une commune du district d'Ústí nad Orlicí, dans la région de Pardubice, en République tchèque. Sa population s'élevait à 913 habitants en 2024.

## Géographie
Tatenice se trouve à 8 km au sud-est de Lanškroun, à 25 km à l'est-sud-est d'Ústí nad Orlicí, à 69 km à l'est-sud-est de Pardubice et à 164 km à l'est-sud-est de Prague.
La commune est limitée par Lubník, Albrechtice, Strážná et Cotkytle au nord, par Drozdov, Hoštejn et Hynčina à l'est, par Koruna au sud-est, par Krasíkov au sud et par Žichlínek à l'ouest.

## Histoire
La première mention écrite de la localité date de 1267.

## Transports
Par la route, Tatenice se trouve à 9,5 km de Lanškroun, à 31 km d'Ústí nad Orlicí, à 89 km de Pardubice et à 205 km de Prague. 

## Galerie

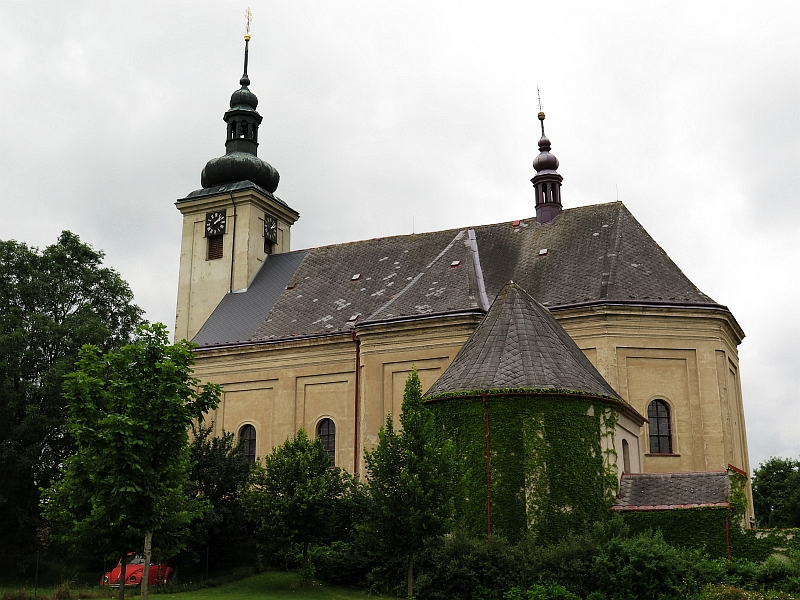
Église Saint-Jean-Baptiste.
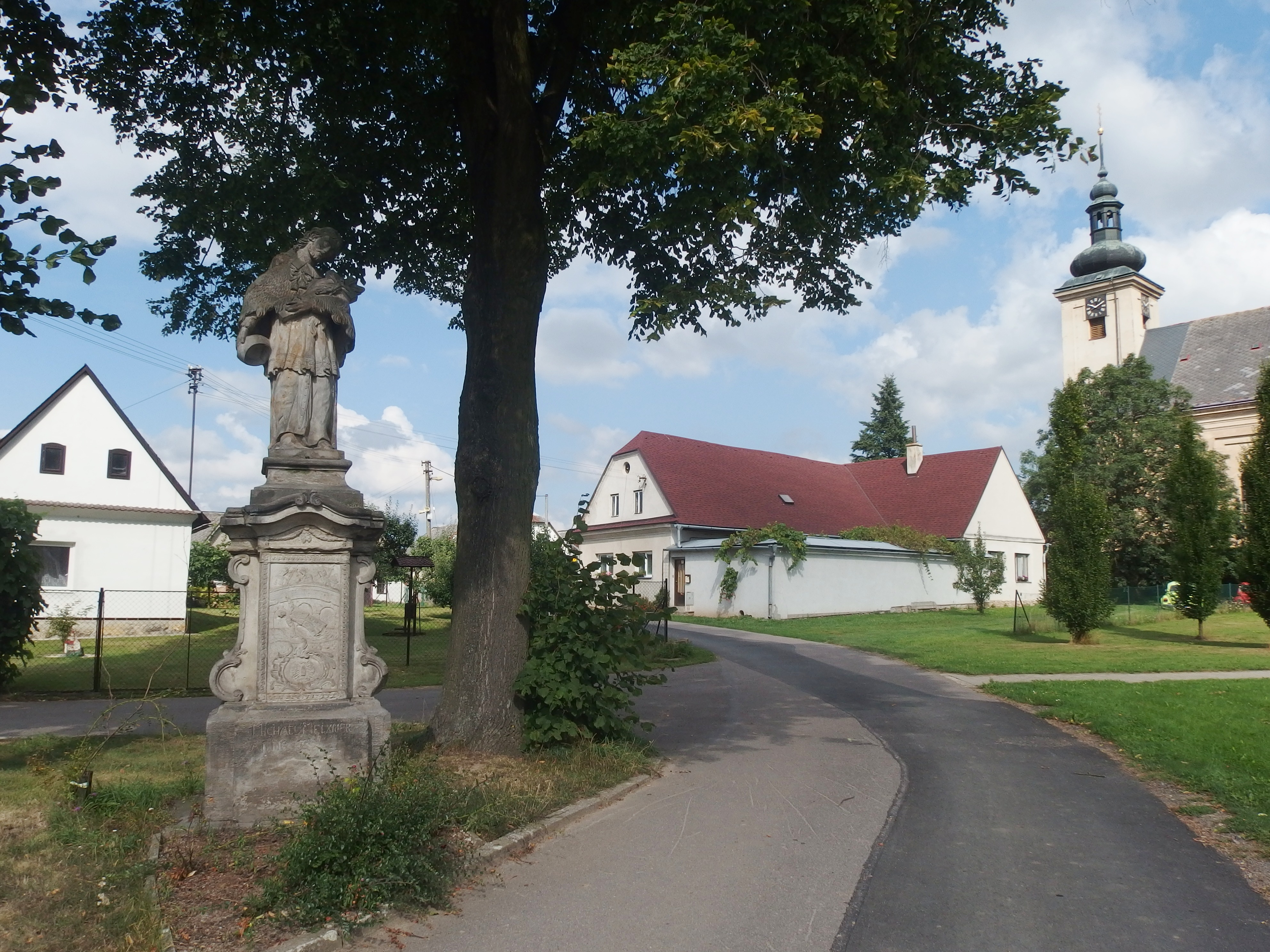
Statue de saint Jean Népomucène..